# Osamu Akimoto
Osamu Akimoto (秋本 治?, Akimoto Osamu; Katsushika, 11 dicembre 1952) è un fumettista giapponese.

## Biografia
Ha fatto il suo debutto come mangaka nel 1976 con la sua opera più rappresentativa, Kochira Katsushika-ku Kameari kōen-mae hashutsujo, pubblicata sotto lo pseudonimo Tatsuhiko Yamadome (山止たつひこ?, Yamadome Tatsuhiko). Nel 1978, con l'uscita del 100º capitolo del manga, ha cambiato il suo nome con quello di battesimo. Serializzata sulle pagine della rivista Weekly Shōnen Jump e terminata nel settembre 2016, l'opera di Osamu conta 1960 capitoli e costituisce il manga più lungo della storia con un totale di 200 volumi, oltre che uno dei più venduti.
Nel novembre 2010 fu uno degli artisti manga che si è opposto, in una conferenza stampa, all'ordinanza per una crescita sana dei giovani. 
Nel 2014 realizzò lo one-shot Vocalo per celebrare i cinquant'anni della tecnologia Vocaloid, che fu pubblicato sulla rivista shojo Margaret. Nel 2016 fu premiato con il Kikuchi Kan Prize, riservato a coloro che contribuiscono a diffondere la cultura giapponese.

## Opere
- Kochira Katsushika-ku Kameari kōen-mae hashutsujo (1976-2016)
- Mr. Cicle (1989)
- Il Yu Da Ne (1994)
- Time... (2008, one-shot)
- Succeed (2010, one-shot parte del progetto Top of the Super Legend)
- Vocalo (2014, one-shot)
- Arii yo jū wo ute! (2015, one-shot)
- Black Tiger (2016-2023)